# Valle de Bardají
Valle de Bardají é um município da Espanha na província de Huesca, comunidade autónoma de Aragão, de área 45,57 km² com população de 53 habitantes (2007) e densidade populacional de 1,18 hab/km².

## Demografia
| Variação demográfica do município entre 1991 e 2004 | Variação demográfica do município entre 1991 e 2004 | Variação demográfica do município entre 1991 e 2004 | Variação demográfica do município entre 1991 e 2004 |
| --------------------------------------------------- | --------------------------------------------------- | --------------------------------------------------- | --------------------------------------------------- |
| 1991                                                | 1996                                                | 2001                                                | 2004                                                |
| 56                                                  | 57                                                  | 49                                                  | 54                                                  |